# Puchar Świata w biegach narciarskich 2007/2008
Sezon 2007/2008 Pucharu Świata w biegach narciarskich rozpoczął się 27 października 2007 w niemieckim Düsseldorfie, jednak regularne starty zawodnicy zaczęli 24 listopada w norweskim Beitostølen. Ostatnie zawody z tego cyklu zorganizowano 16 marca 2008 we włoskim kurorcie Bormio. W porównaniu do poprzedniego sezonu nie odbyły się zawody w Chinach i Francji, które zostały zastąpione zawodami w kanadyjskim Canmore i czeskim Libercu (zawody przed mistrzostwami świata).
Ostateczny kalendarz zawodów został zatwierdzony dnia 27 maja w słoweńskim miasteczku Portorož.
Puchar Świata rozegrany został w 10 krajach i 19 miastach na 2 kontynentach. Najwięcej konkursów rozegranych zostało w kanadyjskim Canmore – 4 razy i w Bormio – 3 razy, zaś najwięcej zawodów zorganizowali Włosi, którzy aż 6 razy gościli najlepszych zawodników świata.
Obrońcą Pucharu Świata wśród mężczyzn był Niemiec Tobias Angerer. Finka Virpi Kuitunen obroniła tytuł wywalczony przed rokiem.
Po raz pierwszy trzy Polki punktowały w zawodach pucharu Świata: Justyna Kowalczyk, Sylwia Jaśkowiec oraz Kornelia Marek. Najlepsza z nich Kowalczyk zajęła 3. miejsce będąc przy tym pierwszą reprezentantką Polski, która stanęła na podium klasyfikacji końcowej Pucharu Świata.

## Zwycięzcy

### Kobiety

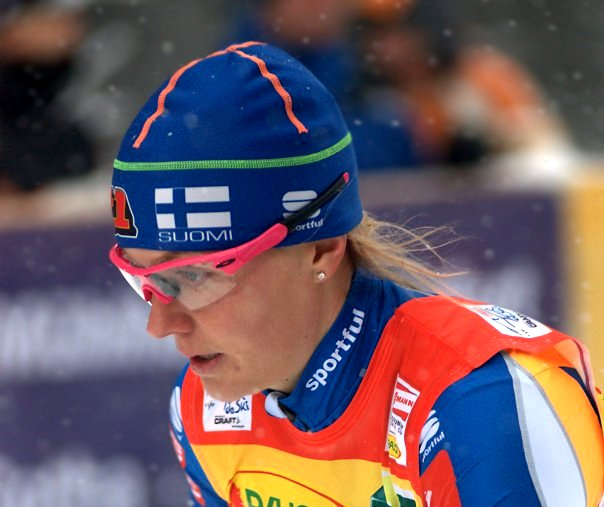
Virpi Kuitunen – zwyciężczyni klasyfikacji generalnej Pucharu Świata, zwyciężczyni klasyfikacji biegów dystansowych
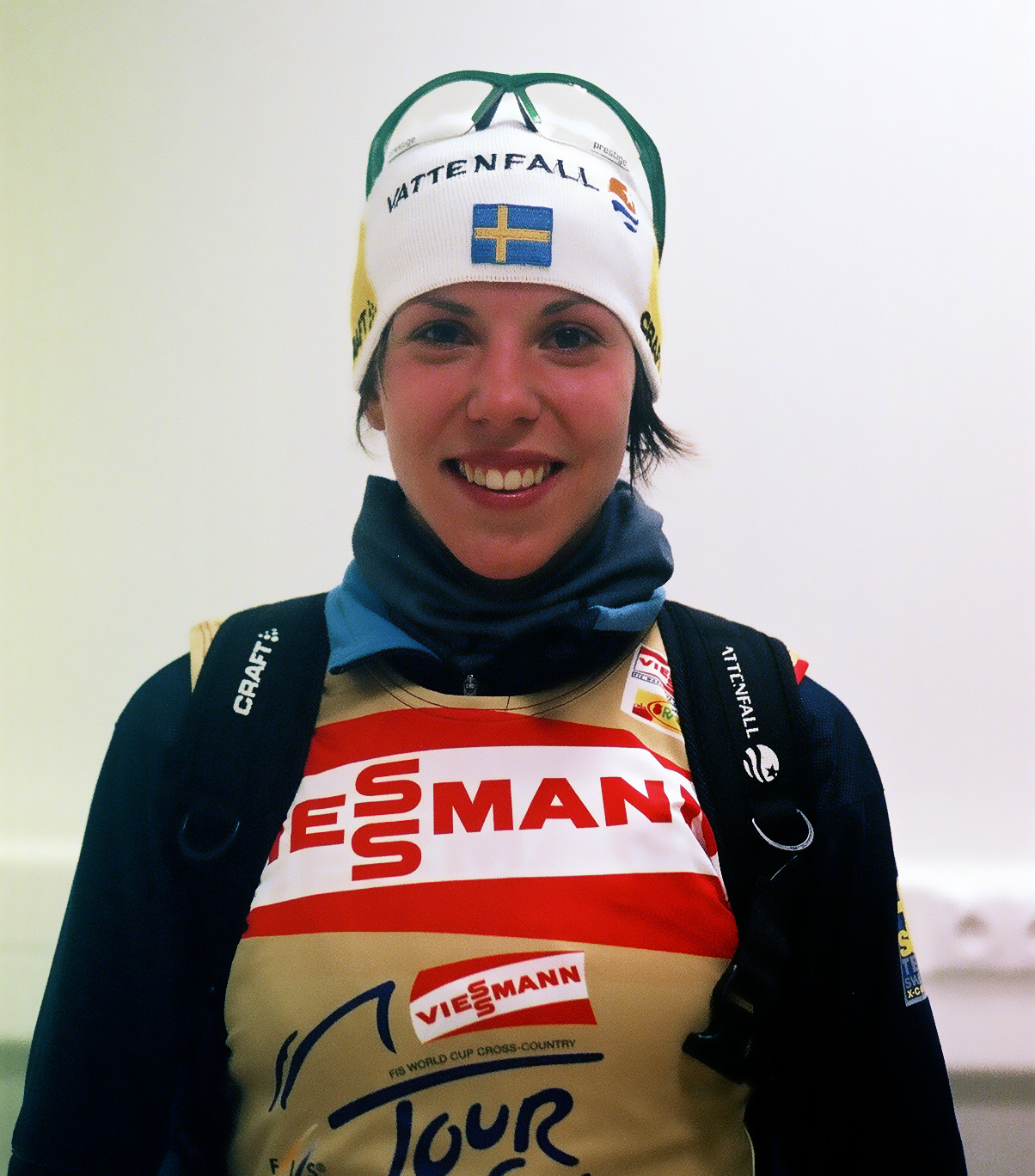
Charlotte Kalla – zwyciężczyni Tour de Ski
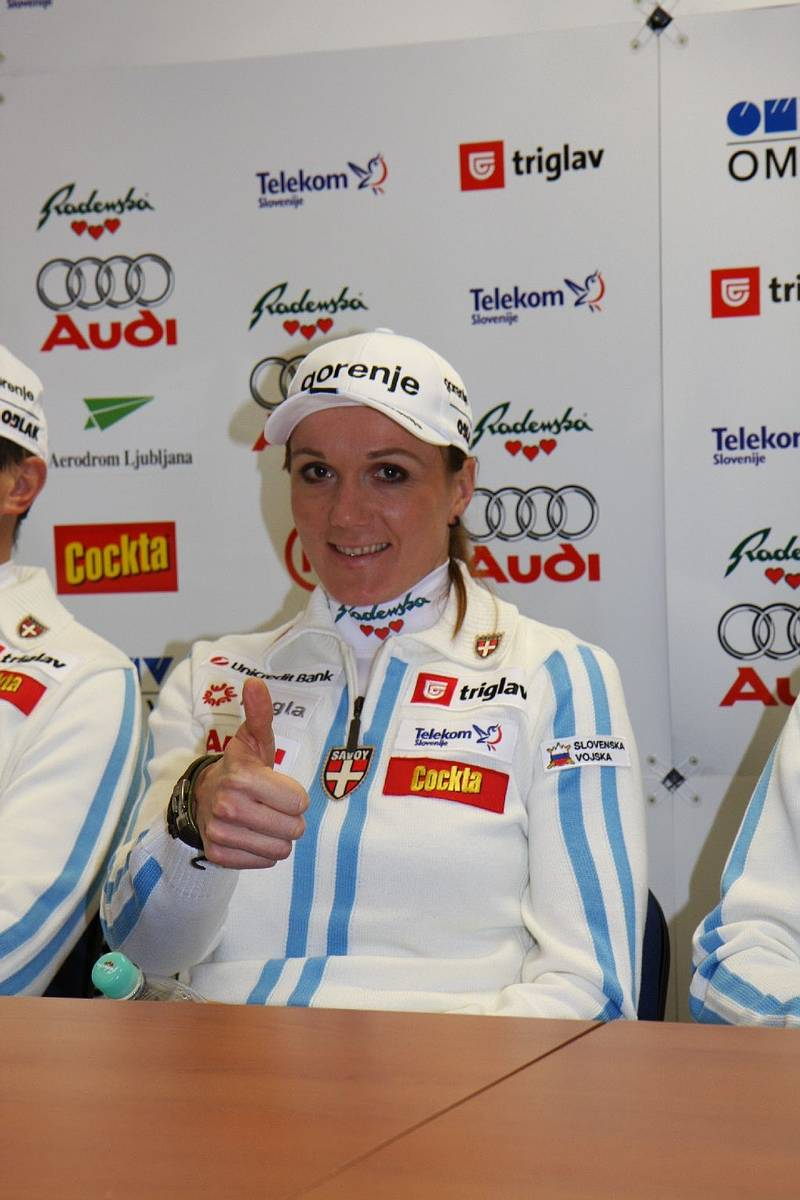
Petra Majdič – zwyciężczyni klasyfikacji sprintów
Reprezentacja Norwegii – zwycięzca klasyfikacji Pucharu Narodów

### Mężczyźni

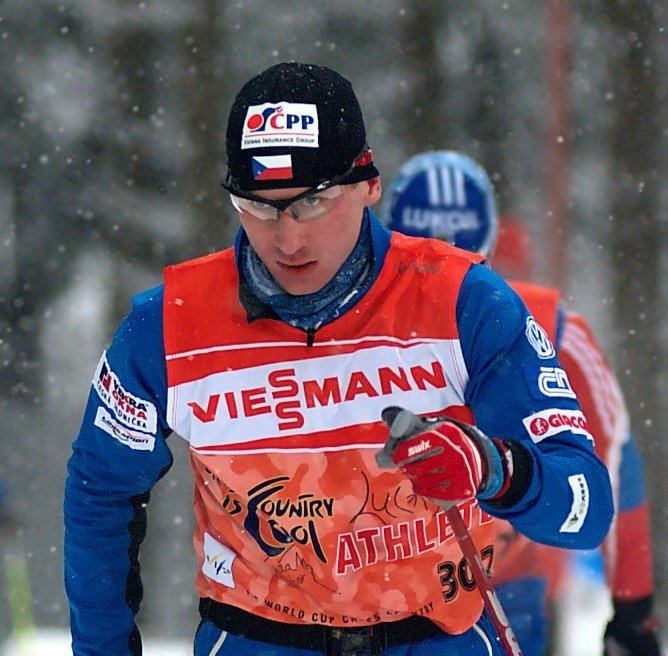
Lukáš Bauer – zwycięzca klasyfikacji generalnej Pucharu Świata, zwycięzca Tour de Ski, zwycięzca klasyfikacji biegów dystansowych
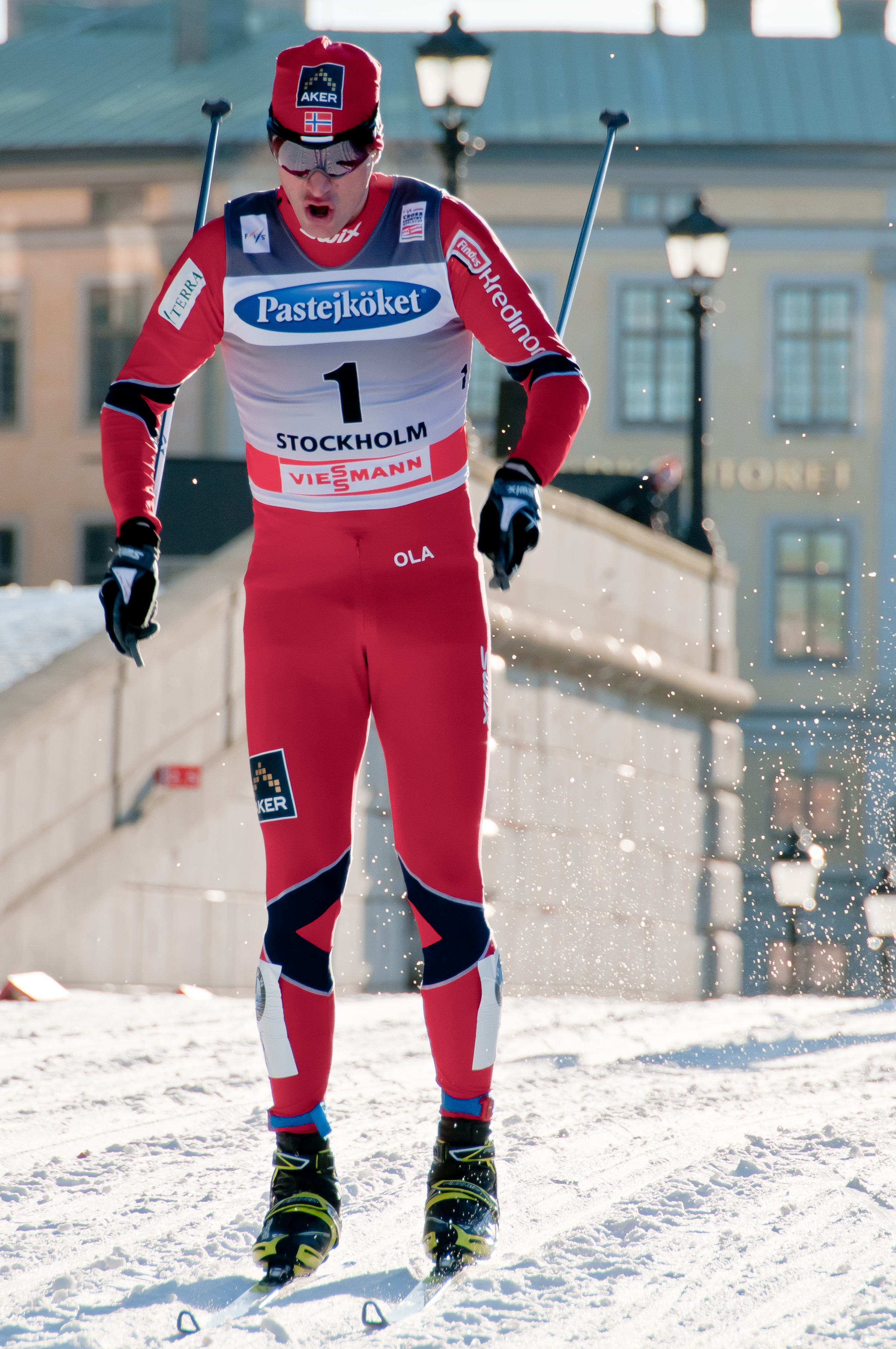
Ola Vigen Hattestad – zwycięzca klasyfikacji sprintu
Reprezentacja Norwegii – zwycięzca klasyfikacji Pucharu Narodów

## Kalendarz i wyniki

### Kobiety
| Lp.                                             | Miejscowość                                 | Dystans                                     | Data                                        | 1. miejsce                                                                                   | 2. miejsce                                                                                 | 3. miejsce                                                                             |
| ----------------------------------------------- | ------------------------------------------- | ------------------------------------------- | ------------------------------------------- | -------------------------------------------------------------------------------------------- | ------------------------------------------------------------------------------------------ | -------------------------------------------------------------------------------------- |
| 1.                                              | Düsseldorf                                  | Sprint s. dowolnym                          | 27 października 2007                        | Natalja Matwiejewa                                                                           | Marit Bjørgen                                                                              | Anna Dahlberg                                                                          |
| 2.                                              | Düsseldorf                                  | Sprint drużynowy s. dowolnym                | 28 października 2007                        | Szwecja II Charlotte Kalla · Britta Norgren                                                  | Rosja I Natalja Korostielowa · Natalja Matwiejewa                                          | Finlandia I Pirjo Muranen · Virpi Kuitunen                                             |
| 3.                                              | Beitostølen                                 | 10 km s. dowolnym                           | 24 listopada 2007                           | Marit Bjørgen                                                                                | Vibeke Skofterud                                                                           | Charlotte Kalla                                                                        |
| 4.                                              | Beitostølen                                 | Sztafeta 4×5 km                             | 25 listopada 2007                           | Norwegia I Astrid Jacobsen · Therese Johaug · Vibeke Skofterud · Marit Bjørgen               | Niemcy I Stefanie Böhler · Katrin Zeller · Evi Sachenbacher-Stehle · Claudia Künzel-Nystad | Finlandia Riikka Sarasoja · Aino-Kaisa Saarinen · Riitta-Liisa Roponen · Pirjo Muranen |
| 5.                                              | Ruka                                        | Sprint s. klasycznym                        | 1 grudnia 2007                              | Petra Majdič                                                                                 | Astrid Jacobsen                                                                            | Alena Procházková                                                                      |
| 6.                                              | Ruka                                        | 10 km s. klasycznym                         | 2 grudnia 2007                              | Marit Bjørgen                                                                                | Astrid Jacobsen                                                                            | Justyna Kowalczyk                                                                      |
| 7.                                              | Davos                                       | 10 km s. klasycznym                         | 8 grudnia 2007                              | Virpi Kuitunen                                                                               | Vibeke Skofterud                                                                           | Aino-Kaisa Saarinen                                                                    |
| 8.                                              | Davos                                       | Sztafeta 4×5 km                             | 9 grudnia 2007                              | Norwegia Kristin Mürer Stemland · Therese Johaug · Kristin Størmer Steira · Vibeke Skofterud | Niemcy Manuela Henkel · Katrin Zeller · Evi Sachenbacher-Stehle · Stefanie Böhler          | Rosja I Łarisa Kurkina · Olga Roczewa · Julija Czekalowa · Natalja Korostielowa        |
| 9.                                              | Rybińsk                                     | 15 km s. dowolnym (start masowy)            | 15 grudnia 2007                             | Astrid Jacobsen                                                                              | Natalja Korostielowa                                                                       | Riitta-Liisa Roponen                                                                   |
| 10.                                             | Rybińsk                                     | Sprint s. dowolnym                          | 16 grudnia 2007                             | Kikkan Randall                                                                               | Astrid Jacobsen                                                                            | Natalja Korostielowa                                                                   |
| Tour de Ski (28 grudnia 2007 – 6 stycznia 2008) |                                             |                                             |                                             |                                                                                              |                                                                                            |                                                                                        |
|                                                 | Nové Město na Moravě                        | 3,3 km s. klasycznym (prolog)               | 28 grudnia 2007                             | Virpi Kuitunen                                                                               | Aino-Kaisa Saarinen                                                                        | Justyna Kowalczyk                                                                      |
|                                                 | Nové Město na Moravě                        | 10 km s. dowolnym (bieg pościgowy)          | 29 grudnia 2007                             | Charlotte Kalla                                                                              | Sabina Valbusa                                                                             | Marit Bjørgen                                                                          |
|                                                 | Praga                                       | Sprint s. dowolnym                          | 30 grudnia 2007                             | Arianna Follis                                                                               | Pirjo Muranen                                                                              | Marit Bjørgen                                                                          |
|                                                 | Oberstdorf Nové Město na Moravě             | 10 km s. dowolnym (bieg pościgowy)          | 1 stycznia 2008                             | Charlotte Kalla                                                                              | Kristin Størmer Steira                                                                     | Claudia Nystad                                                                         |
|                                                 | Oberstdorf Nové Město na Moravě             | 10 km s. klasycznym                         | 2 stycznia 2008                             | Aino-Kaisa Saarinen                                                                          | Virpi Kuitunen                                                                             | Therese Johaug                                                                         |
|                                                 | Asiago                                      | Sprint s. dowolnym                          | 4 stycznia 2008                             | Charlotte Kalla                                                                              | Natalja Korostielowa                                                                       | Justyna Kowalczyk                                                                      |
|                                                 | Val di Fiemme                               | 10 km s. klasycznym (start masowy)          | 5 stycznia 2008                             | Virpi Kuitunen                                                                               | Charlotte Kalla                                                                            | Claudia Nystad                                                                         |
|                                                 | Val di Fiemme                               | 9 km s. dowolnym (bieg pościgowy)           | 6 stycznia 2008                             | Wałentyna Szewczenko                                                                         | Kristin Størmer Steira                                                                     | Claudia Nystad                                                                         |
| 11.                                             | Tour de Ski – klasyfikacja końcowa          | Tour de Ski – klasyfikacja końcowa          | Tour de Ski – klasyfikacja końcowa          | Charlotte Kalla                                                                              | Virpi Kuitunen                                                                             | Arianna Follis                                                                         |
| Zakończenie Tour de Ski                         |                                             |                                             |                                             |                                                                                              |                                                                                            |                                                                                        |
| 12.                                             | Canmore                                     | 15 km bieg łączony                          | 22 stycznia 2008                            | Justyna Kowalczyk                                                                            | Jewgienija Miedwiediewa                                                                    | Olga Roczewa                                                                           |
| 13.                                             | Canmore                                     | Sprint s. klasycznym                        | 23 stycznia 2008                            | Petra Majdič                                                                                 | Astrid Jacobsen                                                                            | Justyna Kowalczyk                                                                      |
| 14.                                             | Canmore                                     | 10 km s. dowolnym                           | 25 stycznia 2008                            | Wałentyna Szewczenko                                                                         | Jewgienija Miedwiediewa                                                                    | Justyna Kowalczyk                                                                      |
| 15.                                             | Canmore                                     | Sprint s. dowolnym                          | 26 stycznia 2008                            | Chandra Crawford                                                                             | Pirjo Muranen                                                                              | Magda Genuin                                                                           |
| 16.                                             | Otepää                                      | 10 km s. klasycznym                         | 9 lutego 2008                               | Virpi Kuitunen                                                                               | Aino-Kaisa Saarinen                                                                        | Therese Johaug                                                                         |
| 17.                                             | Otepää                                      | Sprint s. klasycznym                        | 10 lutego 2008                              | Petra Majdič                                                                                 | Astrid Jacobsen                                                                            | Virpi Kuitunen                                                                         |
| 18.                                             | Liberec                                     | 7,6 km s. dowolnym                          | 16 lutego 2008                              | Astrid Jacobsen                                                                              | Justyna Kowalczyk                                                                          | Charlotte Kalla                                                                        |
| 19.                                             | Liberec                                     | Sprint drużynowy s. klasycznym              | 17 lutego 2008                              | Norwegia I Marit Bjørgen · Astrid Jacobsen                                                   | Finlandia I Aino-Kaisa Saarinen · Pirjo Muranen                                            | Rosja I Jewgienija Szapowałowa · Natalja Matwiejewa                                    |
| 20.                                             | Falun                                       | 15 km bieg łączony                          | 23 lutego 2008                              | Astrid Jacobsen                                                                              | Marit Bjørgen                                                                              | Aino-Kaisa Saarinen                                                                    |
| 21.                                             | Falun                                       | Sztafeta 4×5 km                             | 24 lutego 2008                              | Norwegia I Ingri Aunet Tyldum · Astrid Jacobsen · Kristin Størmer Steira · Marit Bjørgen     | Finlandia Virpi Kuitunen · Aino-Kaisa Saarinen · Riitta-Liisa Roponen · Riikka Sarasoja    | Niemcy Stefanie Böhler · Katrin Zeller · Claudia Nystad · Evi Sachenbacher-Stehle      |
| 22.                                             | Sztokholm                                   | Sprint s. klasycznym                        | 27 lutego 2008                              | Virpi Kuitunen                                                                               | Petra Majdič                                                                               | Madoka Natsumi                                                                         |
| 23.                                             | Lahti                                       | Sprint s. dowolnym                          | 1 marca 2008                                | Chandra Crawford                                                                             | Natalja Matwiejewa                                                                         | Evi Sachenbacher-Stehle                                                                |
| 24.                                             | Lahti                                       | 10 km s. klasycznym                         | 2 marca 2008                                | Virpi Kuitunen                                                                               | Wałentyna Szewczenko                                                                       | Katrin Zeller                                                                          |
| 25.                                             | Drammen                                     | Sprint s. klasycznym                        | 5 marca 2008                                | Virpi Kuitunen                                                                               | Petra Majdič                                                                               | Astrid Jacobsen                                                                        |
| 26.                                             | Oslo                                        | 30 km s. dowolnym                           | 8 marca 2008                                | Wałentyna Szewczenko                                                                         | Charlotte Kalla                                                                            | Claudia Nystad                                                                         |
| Finał Pucharu Świata (14–16 marca 2008)         |                                             |                                             |                                             |                                                                                              |                                                                                            |                                                                                        |
| 27.                                             | Bormio                                      | 2,5 km s. dowolnym (prolog)                 | 14 marca 2008                               | Claudia Nystad                                                                               | Astrid Jacobsen                                                                            | Riitta-Liisa Roponen                                                                   |
|                                                 | Bormio                                      | 10 km s. klasycznym (start masowy)          | 15 marca 2008                               | Virpi Kuitunen                                                                               | Justyna Kowalczyk                                                                          | Marit Bjørgen                                                                          |
|                                                 | Bormio                                      | 10 km s. dowolnym (bieg pościgowy)          | 16 marca 2008                               | Virpi Kuitunen                                                                               | Justyna Kowalczyk                                                                          | Claudia Nystad                                                                         |
| 28.                                             | Finał Pucharu Świata – klasyfikacja końcowa | Finał Pucharu Świata – klasyfikacja końcowa | Finał Pucharu Świata – klasyfikacja końcowa | Virpi Kuitunen                                                                               | Justyna Kowalczyk                                                                          | Claudia Nystad                                                                         |
| Zakończenie Finału Pucharu Świata               |                                             |                                             |                                             |                                                                                              |                                                                                            |                                                                                        |
| Zakończenie Sezonu 2007/2008                    |                                             |                                             |                                             |                                                                                              |                                                                                            |                                                                                        |

### Mężczyźni
| Lp.                                             | Miejscowość                                 | Dystans                                     | Data                                        | 1. miejsce                                                                                      | 2. miejsce                                                                                  | 3. miejsce                                                                            |
| ----------------------------------------------- | ------------------------------------------- | ------------------------------------------- | ------------------------------------------- | ----------------------------------------------------------------------------------------------- | ------------------------------------------------------------------------------------------- | ------------------------------------------------------------------------------------- |
| 1.                                              | Düsseldorf                                  | Sprint s. dowolnym                          | 27 października 2007                        | Josef Wenzl                                                                                     | Björn Lind                                                                                  | John Kristian Dahl                                                                    |
| 2.                                              | Düsseldorf                                  | Sprint drużynowy s. dowolnym                | 28 października 2007                        | Szwecja I Thobias Fredriksson · Peter Larsson                                                   | Norwegia II Johan Kjølstad · Tor Arne Hetland                                               | Szwecja II Marcus Hellner · Emil Jönsson                                              |
| 3.                                              | Beitostølen                                 | 15 km s. dowolnym                           | 24 listopada 2007                           | Axel Teichmann                                                                                  | Lukáš Bauer                                                                                 | Anders Södergren                                                                      |
| 4.                                              | Beitostølen                                 | Sztafeta 4×10 km                            | 25 listopada 2007                           | Norwegia II Martin Johnsrud Sundby · Jens Arne Svartedal · Tore Ruud Hofstad · Tor Arne Hetland | Norwegia I Eldar Rønning · Odd-Bjørn Hjelmeset · Morten Eilifsen · Tord Asle Gjerdalen      | Rosja I Wasilij Roczew · Nikołaj Pankratow · Aleksandr Legkow · Jewgienij Diemientjew |
| 5.                                              | Ruka                                        | Sprint s. klasycznym                        | 1 grudnia 2007                              | Johan Kjølstad                                                                                  | Emil Jönsson                                                                                | Mats Larsson                                                                          |
| 6.                                              | Ruka                                        | 15 km s. klasycznym                         | 2 grudnia 2007                              | Lukáš Bauer                                                                                     | Eldar Rønning                                                                               | Axel Teichmann                                                                        |
| 7.                                              | Davos                                       | 15 km s. klasycznym                         | 8 grudnia 2007                              | Axel Teichmann                                                                                  | Odd-Bjørn Hjelmeset                                                                         | Sami Jauhojärvi                                                                       |
| 8.                                              | Davos                                       | Sztafeta 4×10 km                            | 9 grudnia 2007                              | Czechy Martin Jakš · Lukáš Bauer · Milan Šperl · Martin Koukal                                  | Włochy Giorgio Di Centa · Valerio Checchi · Pietro Piller Cottrer · Cristian Zorzi          | Szwecja Mats Larsson · Johan Olsson · Anders Södergren · Marcus Hellner               |
| 9.                                              | Rybińsk                                     | 30 km s. dowolnym (start masowy)            | 15 grudnia 2007                             | Tor Arne Hetland                                                                                | Ville Nousiainen                                                                            | Pietro Piller Cottrer                                                                 |
| 10.                                             | Rybińsk                                     | Sprint s. dowolnym                          | 16 grudnia 2007                             | Anders Gløersen                                                                                 | Ola Vigen Hattestad                                                                         | Øystein Pettersen                                                                     |
| Tour de Ski (28 grudnia 2007 – 6 stycznia 2008) |                                             |                                             |                                             |                                                                                                 |                                                                                             |                                                                                       |
|                                                 | Nové Město na Moravě                        | 4,5 km s. klasycznym (prolog)               | 28 grudnia 2007                             | Lukáš Bauer                                                                                     | Axel Teichmann                                                                              | Odd-Bjørn Hjelmeset                                                                   |
|                                                 | Nové Město na Moravě                        | 15 km s. dowolnym (bieg pościgowy)          | 29 grudnia 2007                             | Emmanuel Jonnier                                                                                | Lukáš Bauer                                                                                 | Valerio Checchi                                                                       |
|                                                 | Praga                                       | Sprint s. dowolnym                          | 30 grudnia 2007                             | Nikołaj Moriłow                                                                                 | Simen Østensen                                                                              | Tor Arne Hetland                                                                      |
|                                                 | Oberstdorf Nové Město na Moravě             | 15 km s. dowolnym (bieg pościgowy)          | 1 stycznia 2008                             | Pietro Piller Cottrer                                                                           | Valerio Checchi                                                                             | Emmanuel Jonnier                                                                      |
|                                                 | Oberstdorf Nové Město na Moravě             | 15 km s. klasycznym                         | 2 stycznia 2008                             | Lukáš Bauer                                                                                     | Jens Arne Svartedal                                                                         | Nikołaj Pankratow                                                                     |
|                                                 | Asiago                                      | Sprint s. dowolnym                          | 4 stycznia 2008                             | Petter Northug                                                                                  | Nikołaj Czebot´ko                                                                           | Tor Arne Hetland                                                                      |
|                                                 | Val di Fiemme                               | 20 km s. klasycznym (start masowy)          | 5 stycznia 2008                             | Odd-Bjørn Hjelmeset                                                                             | Jens Arne Svartedal                                                                         | Franz Göring                                                                          |
|                                                 | Val di Fiemme                               | 10 km s. dowolnym (bieg pościgowy)          | 6 stycznia 2008                             | René Sommerfeldt                                                                                | Christian Hoffmann                                                                          | Martin Bajčičák                                                                       |
| 11.                                             | Tour de Ski – klasyfikacja końcowa          | Tour de Ski – klasyfikacja końcowa          | Tour de Ski – klasyfikacja końcowa          | Lukáš Bauer                                                                                     | René Sommerfeldt                                                                            | Giorgio Di Centa                                                                      |
| Zakończenie Tour de Ski                         |                                             |                                             |                                             |                                                                                                 |                                                                                             |                                                                                       |
| 12.                                             | Canmore                                     | 30 km bieg łączony                          | 22 stycznia 2008                            | Nikołaj Pankratow                                                                               | Giorgio Di Centa                                                                            | Axel Teichmann                                                                        |
| 13.                                             | Canmore                                     | Sprint s. klasycznym                        | 23 stycznia 2008                            | Børre Næss                                                                                      | Ola Vigen Hattestad                                                                         | Eldar Rønning                                                                         |
| 14.                                             | Canmore                                     | 15 km s. dowolnym                           | 25 stycznia 2008                            | Valerio Checchi                                                                                 | René Sommerfeldt                                                                            | Pietro Piller Cottrer                                                                 |
| 15.                                             | Canmore                                     | Sprint s. dowolnym                          | 26 stycznia 2008                            | Emil Jönsson                                                                                    | Iwan Iwanow                                                                                 | Matias Strandvall                                                                     |
| 16.                                             | Otepää                                      | 15 km s. klasycznym                         | 9 lutego 2008                               | Lukáš Bauer                                                                                     | Jaak Mae                                                                                    | Ville Nousiainen                                                                      |
| 17.                                             | Otepää                                      | Sprint s. klasycznym                        | 10 lutego 2008                              | Eldar Rønning                                                                                   | John Kristian Dahl                                                                          | Ola Vigen Hattestad                                                                   |
| 18.                                             | Liberec                                     | 11,4 km s. dowolnym                         | 16 lutego 2008                              | Jean-Marc Gaillard                                                                              | Lukáš Bauer                                                                                 | Christian Hoffmann                                                                    |
| 19.                                             | Liberec                                     | Sprint drużynowy s. klasycznym              | 17 lutego 2008                              | Norwegia II Martin Johnsrud Sundby · Simen Østensen                                             | Finlandia I Sami Jauhojärvi · Ville Nousiainen                                              | Norwegia I John Kristian Dahl · Eldar Rønning                                         |
| 20.                                             | Falun                                       | 30 km bieg łączony                          | 23 lutego 2008                              | Lukáš Bauer                                                                                     | Tord Asle Gjerdalen                                                                         | Anders Södergren                                                                      |
| 21.                                             | Falun                                       | Sztafeta 4×10 km                            | 24 lutego 2008                              | Norwegia II Martin Johnsrud Sundby · Chris Jespersen · Morten Eilifsen · Petter Northug         | Norwegia I Jens Arne Svartedal · Odd-Bjørn Hjelmeset · Simen Østensen · Tord Asle Gjerdalen | Czechy Martin Jakš · Lukáš Bauer · Jiří Magál · Martin Koukal                         |
| 22.                                             | Sztokholm                                   | Sprint s. klasycznym                        | 27 lutego 2008                              | Jens Arne Svartedal                                                                             | Børre Næss                                                                                  | Emil Jönsson                                                                          |
| 23.                                             | Lahti                                       | Sprint s. dowolnym                          | 1 marca 2008                                | Anders Gløersen                                                                                 | Andrew Newell                                                                               | Ola Vigen Hattestad                                                                   |
| 24.                                             | Lahti                                       | 15 km s. klasycznym                         | 2 marca 2008                                | Lukáš Bauer                                                                                     | René Sommerfeldt                                                                            | Siergiej Czeriepanow                                                                  |
| 25.                                             | Drammen                                     | Sprint s. klasycznym                        | 5 marca 2008                                | Ola Vigen Hattestad                                                                             | Jens Arne Svartedal                                                                         | Emil Jönsson                                                                          |
| 26.                                             | Oslo                                        | 50 km s. dowolnym                           | 8 marca 2008                                | Anders Södergren                                                                                | Lukáš Bauer                                                                                 | Remo Fischer                                                                          |
| Finał Pucharu Świata (14–16 marca 2008)         |                                             |                                             |                                             |                                                                                                 |                                                                                             |                                                                                       |
| 27.                                             | Bormio                                      | 3,3 km s. dowolnym (prolog)                 | 14 marca 2008                               | Pietro Piller Cottrer                                                                           | Tord Asle Gjerdalen                                                                         | Martin Jakš                                                                           |
|                                                 | Bormio                                      | 20 km s. klasycznym (start masowy)          | 15 marca 2008                               | Vincent Vittoz                                                                                  | Lukáš Bauer                                                                                 | Tord Asle Gjerdalen                                                                   |
|                                                 | Bormio                                      | 15 km s. dowolnym (bieg pościgowy)          | 16 marca 2008                               | Vincent Vittoz                                                                                  | Lukáš Bauer                                                                                 | Giorgio Di Centa                                                                      |
| 28.                                             | Finał Pucharu Świata – klasyfikacja końcowa | Finał Pucharu Świata – klasyfikacja końcowa | Finał Pucharu Świata – klasyfikacja końcowa | Vincent Vittoz                                                                                  | Lukáš Bauer                                                                                 | Giorgio Di Centa                                                                      |
| Zakończenie Finału Pucharu Świata               |                                             |                                             |                                             |                                                                                                 |                                                                                             |                                                                                       |
| Zakończenie Sezonu 2007/2008                    |                                             |                                             |                                             |                                                                                                 |                                                                                             |                                                                                       |

## Klasyfikacje

### Kobiety
| Lp. | Zawodniczka             | Punkty |
| --- | ----------------------- | ------ |
| 1.  | Virpi Kuitunen          | 1552   |
| 2.  | Astrid Jacobsen         | 1255   |
| 3.  | Justyna Kowalczyk       | 1096   |
| 4.  | Charlotte Kalla         | 1048   |
| 5.  | Petra Majdič            | 969    |
| 6.  | Wałentyna Szewczenko    | 957    |
| 7.  | Arianna Follis          | 934    |
| 8.  | Claudia Nystad          | 921    |
| 9.  | Aino-Kaisa Saarinen     | 826    |
| 10. | Evi Sachenbacher-Stehle | 738    |
| ... |                         |        |
| 78. | Sylwia Jaśkowiec        | 12     |
| 91. | Kornelia Marek          | 6      |

| Lp. | Zawodniczka             | Punkty |
| --- | ----------------------- | ------ |
| 1.  | Virpi Kuitunen          | 729    |
| 2.  | Wałentyna Szewczenko    | 707    |
| 3.  | Justyna Kowalczyk       | 661    |
| 4.  | Astrid Jacobsen         | 644    |
| 5.  | Claudia Nystad          | 535    |
| 6.  | Marit Bjørgen           | 502    |
| 7.  | Charlotte Kalla         | 487    |
| 8.  | Aino-Kaisa Saarinen     | 456    |
| 9.  | Arianna Follis          | 439    |
| 10. | Evi Sachenbacher-Stehle | 398    |
| ... |                         |        |
| 60. | Kornelia Marek          | 6      |
| 65. | Sylwia Jaśkowiec        | 4      |

| Lp. | Zawodniczka         | Punkty |
| --- | ------------------- | ------ |
| 1.  | Petra Majdič        | 609    |
| 2.  | Astrid Jacobsen     | 570    |
| 3.  | Virpi Kuitunen      | 538    |
| 4.  | Natalja Matwiejewa  | 365    |
| 5.  | Pirjo Muranen       | 365    |
| 6.  | Aino-Kaisa Saarinen | 330    |
| 7.  | Chandra Crawford    | 319    |
| 8.  | Justyna Kowalczyk   | 301    |
| 9.  | Arianna Follis      | 264    |
| 10. | Madoka Natsumi      | 238    |
| ... |                     |        |
| 65. | Sylwia Jaśkowiec    | 8      |

### Mężczyźni
| Lp. | Zawodnik              | Punkty |
| --- | --------------------- | ------ |
| 1.  | Lukáš Bauer           | 1462   |
| 2.  | René Sommerfeldt      | 829    |
| 3.  | Pietro Piller Cottrer | 783    |
| 4.  | Tord Asle Gjerdalen   | 692    |
| 5.  | Giorgio Di Centa      | 692    |
| 6.  | Tor Arne Hetland      | 656    |
| 7.  | Anders Södergren      | 551    |
| 8.  | Axel Teichmann        | 543    |
| 9.  | Jens Arne Svartedal   | 527    |
| 10. | Valerio Checchi       | 510    |
| ... |                       |        |
| 87. | Janusz Krężelok       | 34     |

| Lp. | Zawodnik              | Punkty |
| --- | --------------------- | ------ |
| 1.  | Lukáš Bauer           | 986    |
| 2.  | Pietro Piller Cottrer | 516    |
| 3.  | René Sommerfeldt      | 494    |
| 4.  | Vincent Vittoz        | 456    |
| 5.  | Anders Södergren      | 435    |
| 6.  | Valerio Checchi       | 424    |
| 7.  | Giorgio Di Centa      | 382    |
| 8.  | Axel Teichmann        | 374    |
| 9.  | Tord Asle Gjerdalen   | 353    |
| 10. | Ville Nousiainen      | 291    |

| Lp. | Zawodnik            | Punkty |
| --- | ------------------- | ------ |
| 1.  | Ola Vigen Hattestad | 450    |
| 2.  | Emil Jönsson        | 448    |
| 3.  | John Kristian Dahl  | 321    |
| 4.  | Anders Gløersen     | 315    |
| 5.  | Tor Arne Hetland    | 291    |
| 6.  | Johan Kjølstad      | 278    |
| 7.  | Eldar Rønning       | 266    |
| 8.  | Björn Lind          | 261    |
| 9.  | Børre Næss          | 244    |
| 10. | Andrew Newell       | 219    |
| ... |                     |        |
| 56. | Janusz Krężelok     | 34     |

### Puchar Narodów
| Lp. | Państwo    | Punkty |
| --- | ---------- | ------ |
| 1.  | Norwegia   | 11017  |
| 2.  | Finlandia  | 6067   |
| 3.  | Niemcy     | 6027   |
| 4.  | Rosja      | 5238   |
| 5.  | Włochy     | 5049   |
| 6.  | Szwecja    | 4758   |
| 7.  | Czechy     | 2886   |
| 8.  | Francja    | 1702   |
| 9.  | Szwajcaria | 1580   |
| 10. | Słowenia   | 1238   |
| 11. | Polska     | 1204   |

| Lp. | Państwo    | Punkty |
| --- | ---------- | ------ |
| 1.  | Norwegia   | 4569   |
| 2.  | Finlandia  | 4426   |
| 3.  | Niemcy     | 3189   |
| 4.  | Rosja      | 2934   |
| 5.  | Szwecja    | 2256   |
| 6.  | Włochy     | 2205   |
| 7.  | Słowenia   | 1238   |
| 8.  | Polska     | 1156   |
| 9.  | Ukraina    | 993    |
| 10. | Szwajcaria | 773    |

| Lp. | Państwo           | Punkty |
| --- | ----------------- | ------ |
| 1.  | Norwegia          | 6448   |
| 2.  | Włochy            | 2844   |
| 3.  | Niemcy            | 2838   |
| 4.  | Czechy            | 2764   |
| 5.  | Szwecja           | 2502   |
| 6.  | Rosja             | 2304   |
| 7.  | Finlandia         | 1641   |
| 8.  | Francja           | 1383   |
| 9.  | Szwajcaria        | 807    |
| 10. | Stany Zjednoczone | 550    |
| ... |                   |        |
| 18. | Polska            | 48     |

## Wyniki Polaków

### Kobiety
| Zawodniczka       | Düsseldorf 27.10 | Beitostølen 24.11 | Ruka 1.12 | Ruka 2.12 | Davos 8.02 | Rybińsk 15.12 | Rybińsk 16.12 | Nové Město 28.12 | Nové Město 29.12 | Praga 30.12 | Nové Město 1.01 | Nové Město 2.01 | Asiago 4.01 | Val di Fiemme 5.01 | Val di Fiemme 6.01 | TdS | Canmore 22.01 | Canmore 23.01 | Canmore 25.01 | Canmore 26.01 | Otepää 9.02 | Otepää 10.02 | Liberec 16.02 | Falun 23.02 | Sztokholm 27.02 | Lahti 1.03 | Lahti 2.03 | Drammen 5.03 | Oslo 8.03 | Bormio 14.03 | Bormio 15.03 | Bormio 16.03 |
| Justyna Kowalczyk | -                | 7                 | 7         | 3         | 11         | -             | -             | 3                | 15               | 6           | 9               | 8               | 3           | 26                 | 18                 | 7   | 1             | 3             | 3             | 21            | 5           | 7            | 2             | 8           | 36              | 9          | 10         | 8            | dnf       | 14           | 2            | 2            |
| Sylwia Jaśkowiec  | 55               | -                 | 48        | 51        | -          | 38            | 58            | -                | -                | -           | -               | -               | -           | -                  | -                  | -   | -             | -             | -             | -             | -           | -            | 27            | -           | -               | -          | -          | -            | -         | 23           | 49           | 44           |
| Kornelia Marek    | 58               | -                 | 59        | 63        | -          | 42            | 60            | -                | -                | -           | -               | -               | -           | -                  | -                  | -   | -             | -             | -             | -             | -           | -            | 25            | -           | -               | -          | -          | -            | -         | 52           | 53           | 56           |
| Paulina Maciuszek | -                | -                 | -         | -         | -          | -             | -             | -                | -                | -           | -               | -               | -           | -                  | -                  | -   | -             | -             | -             | -             | -           | -            | -             | -           | -               | -          | -          | -            | -         | 62           | 57           | 57           |

### Mężczyźni
| Zawodnik         | Düsseldorf 27.10 | Beitostølen 24.11 | Ruka 1.12 | Ruka 2.12 | Davos 8.02 | Rybińsk 15.12 | Rybińsk 16.12 | Nové Město 28.12 | Nové Město 29.12 | Praga 30.12 | Nové Město 1.01 | Nové Město 2.01 | Asiago 4.01 | Val di Fiemme 5.01 | Val di Fiemme 6.01 | TdS | Canmore 22.01 | Canmore 23.01 | Canmore 25.01 | Canmore 26.01 | Otepää 9.02 | Otepää 10.02 | Liberec 16.02 | Falun 23.02 | Sztokholm 27.02 | Lahti 1.03 | Lahti 2.03 | Drammen 5.03 | Oslo 8.03 | Bormio 14.03 | Bormio 15.03 | Bormio 16.03 |
| Janusz Krężelok  | 68               | -                 | 52        | 45        | -          | -             | 42            | -                | -                | -           | -               | -               | -           | -                  | -                  | -   | -             | 15            | -             | 51            | -           | 14           | -             | -           | 53              | 37         | 38         | 42           | -         | 62           | 54           | 55           |
| Maciej Kreczmer  | 63               | -                 | 47        | 52        | -          | -             | 67            | -                | -                | -           | -               | -               | -           | -                  | -                  | -   | -             | 38            | -             | 62            | -           | 33           | -             | -           | 64              | 66         | dnf        | 60           | -         | -            | -            | -            |
| Mariusz Michałek | -                | -                 | -         | -         | -          | -             | -             | -                | -                | -           | -               | -               | -           | -                  | -                  | -   | -             | -             | -             | -             | 67          | dsq          | 68            | -           | -               | -          | -          | -            | -         | -            | -            | -            |
| Adam Kwak        | -                | -                 | -         | -         | -          | -             | -             | -                | -                | -           | -               | -               | -           | -                  | -                  | -   | -             | -             | -             | -             | -           | -            | -             | -           | -               | -          | -          | -            | -         | 74           | dnf          | -            |